# Vessel (álbum de Twenty One Pilots)
Vessel é o terceiro álbum gravado pelo duo norte-americano Twenty One Pilots. Lançado em 8 de janeiro de 2013, é o primeiro álbum pela gravadora Fueled by Ramen.

## Produção
As faixas "Ode to Sleep", "Holding on to You", "Car Radio", "Guns for Hands", e "Trees" foram tiradas do álbum anterior, Regional at Best. Joseph compôs o álbum não sabendo se as pessoas iriam ouvi-lo.
A gravação do Vessel ocorreu no Rocket Carousel Studio, localizado em Los Angeles, Califórnia, com Greg Wells produzindo. Wells forneceu sintetizadores, teclados e programadores adicionais. Wells mixou o álbum, enquanto Ian McGregor ajudou na gravação. A masterização foi realizada por Howie Weinberg e Dan Gerbarg em Howie Weinberg Mastering, também em Los Angeles.
A capa do álbum apresenta os avós Dun e Joseph à esquerda e à direita, respectivamente. A fotografia para este álbum foi feita pela Reel Bear Media. Direção de Arte e Design foi feito por Reel Bear Media e Virgilio Tzaj.

## Lançamento
17 de julho de 2012, Twenty One Pilots lançou o EP Three Songs, que apresentou as faixas "Guns for Hands", "Migraine" e "Ode to Sleep". Em 11 de setembro, "Holding on to You" foi lançado como single. Em 18 de dezembro, o álbum foi disponibilizado para streaming através da Entertainment Weekly. Vessel foi lançado pela Fueled by Ramen em 8 de janeiro de 2013. 

## Turnê
Quiet Is Violent World Tour é a segunda turnê de Twenty One Pilots sob a assinatura da Fueled by Ramen. A turnê começou em setembro de 2014 e terminou em 19 de outubro de mesmo ano.

### Shows
| Data                   | Cidade           | País           | Local                      |
| ---------------------- | ---------------- | -------------- | -------------------------- |
| 4 de setembro de 2014  | Columbus, OH     | Estados Unidos | LC Pavilion                |
| 5 de setembro de 2014  | Columbus, OH     | Estados Unidos | LC Pavilion                |
| 6 de setembro de 2014  | Pittsburg, PA    | Estados Unidos | Stage AE                   |
| 7 de setembro de 2014  | Boston, MA       | Estados Unidos | Boston Calling             |
| 9 de setembro de 2014  | Clifton Park, NY | Estados Unidos | Upstate Concert Hall       |
| 10 de setembro de 2014 | Rochester, NY    | Estados Unidos | Main Street Armory         |
| 11 de setembro de 2014 | Cleveland, OH    | Estados Unidos | Jacobs Pavilion at Nautica |
| 16 de setembro de 2014 | Memphis, TN      | Estados Unidos | Minglewood Hall            |
| 18 de setembro de 2014 | Orlando, FL      | Estados Unidos | House of Blues             |
| 19 de setembro de 2014 | Birmingham, AL   | Estados Unidos | Iron City                  |
| 21 de setembro de 2014 | Nashville, TN    | Estados Unidos | Marathon Music Works       |
| 23 de setembro de 2014 | Washington, DC   | Estados Unidos | 9:30 Club                  |
| 25 de setembro de 2014 | Nova York, NY    | Estados Unidos | Terminal 5                 |
| 27 de setembro de 2014 | Filadélfia, PA   | Estados Unidos | Tower Theater              |
| 28 de setembro de 2014 | Filadélfia, PA   | Estados Unidos | Tower Theater              |
| 1 de outubro de 2014   | Grand Rapids, MI | Estados Unidos | Orbit Room                 |
| 2 de outubro de 2014   | Detroit, MI      | Estados Unidos | The Fillmore               |
| 3 de outubro de 2014   | Chicago, IL      | Estados Unidos | Aragon Ballroom            |
| 4 de outubro de 2014   | Milwaukee, WI    | Estados Unidos | The Rave                   |
| 5 de outubro de 2014   | Ames, IA         | Estados Unidos | Iowa State University      |
| 7 de outubro de 2014   | Tucson, AZ       | Estados Unidos | Rialto Theatre             |
| 8 de outubro de 2014   | Los Angeles, CA  | Estados Unidos | Hollywood Palladium        |
| 10 de outubro de 2014  | Seattle, WA      | Estados Unidos | Neptune Theatre            |
| 11 de outubro de 2014  | Portland, OR     | Estados Unidos | Roseland Theater           |
| 12 de outubro de 2014  | Spokane, WA      | Estados Unidos | Knitting Factory           |
| 13 de outubro de 2014  | Vancouver, BC    | Canadá         | Rio Theatre                |
| 16 de outubro de 2014  | Dallas, TX       | Estados Unidos | House of Blues             |
| 18 de outubro de 2014  | Austin, TX       | Estados Unidos | Stubbs                     |
| 19 de outubro de 2014  | Houston, TX      | Estados Unidos | House of Blues             |

## Faixas
Todas faixas foram compostas por Tyler Joseph, exceto "Holding on to You" que foi composta por Tyler Joseph, Maurice Gleaton, Charles Hammond, Robert Hill, Deangelo Hunt, Bernard Leverette, Gerald Tiller e Jamall Willingham.
| N.º            | Título              | Duração |  |
| 1.             | "Ode to Sleep"      | 5:08    |  |
| 2.             | "Holding on to You" | 4:23    |  |
| 3.             | "Migraine"          | 3:59    |  |
| 4.             | "House of Gold"     | 2:43    |  |
| 5.             | "Car Radio"         | 4:27    |  |
| 6.             | "Semi-Automatic"    | 4:13    |  |
| 7.             | "Screen"            | 3:49    |  |
| 8.             | "The Run and Go"    | 3:48    |  |
| 9.             | "Fake You Out"      | 3:51    |  |
| 10.            | "Guns for Hands"    | 4:33    |  |
| 11.            | "Trees"             | 4:27    |  |
| 12.            | "Truce"             | 2:22    |  |
| Duração total: | Duração total:      | 47:43   |  |

## Singles
| Nº | Singles           | Data de lançamento     |
| -- | ----------------- | ---------------------- |
| 1. | Holding on to You | 11 de setembro de 2012 |
| 2. | Guns for Hands    | 26 de dezembro de 2012 |
| 3. | Lovely            | 17 de abril de 2013    |
| 4. | House of Gold     | 6 de agosto de 2013    |
| 5. | Fake You Out      | 15 de setembro de 2013 |
| 6. | Car Radio         | 18 de março de 2014    |

## Créditos
Josh Dun – Bateria, percussão auxiliar e vocal de apoio (faixa 10)
Tyler Joseph – Programação, piano, teclado, vocais, ukulele (faixas 4, 7), baixo (faixas 1–3, 5–11), keytar (faixa 9), guitarra (faixas 1–3, 5, 8, 10, 11), órgão (faixa 8) e produtor adicional
Greg Wells – Sintetizadores adicionais, programação, teclados adicionais, produtor e mixador
Ian McGregor – Gravação
Howie Weinberg e Dan Gerbarg – Masterizador
Virgilio Tzaj – Direção artística e design
Reel Bear Media – Fotografia, direção artística e design
Rob Gold – Gerente de arte
Josh Skubel – Produção de embalagens